# Анс (Аквитания)
Анс (фр. Ance) — коммуна во Франции, находится в регионе Аквитания. Департамент — Атлантические Пиренеи. Входит в состав кантона Олорон-Сент-Мари-1. Округ коммуны — Олорон-Сент-Мари.
Код INSEE коммуны — 64020.

## География

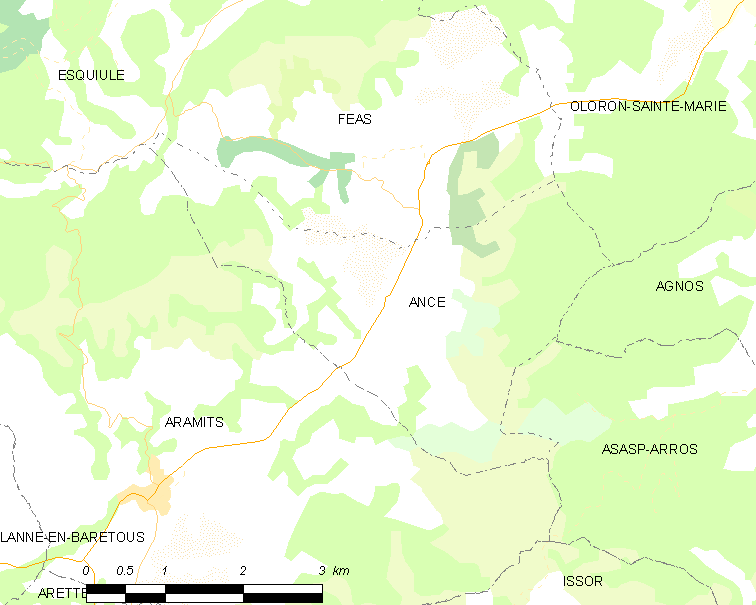
Карта коммуны

Коммуна расположена приблизительно в 680 км к югу от Парижа, в 190 км южнее Бордо, в 32 км к юго-западу от По.
По территории коммуны протекает река Верт.

### Климат
Климат тёплый океанический. Зима мягкая, средняя температура января — от +5°С до +13°С, температуры ниже −10 °C бывают редко. Снег выпадает около 15 дней в году с ноября по апрель. Максимальная температура летом порядка 20-30 °C, выше 35 °C бывает очень редко. Количество осадков высокое, порядка 1100 мм в год. Характерна безветренная погода, сильные ветры очень редки.

## Население
Население коммуны на 2010 год составляло 242 человека.
| 1962 | 1968 | 1975 | 1982 | 1990 | 1999 | 2010 |
| ---- | ---- | ---- | ---- | ---- | ---- | ---- |
| 186  | 186  | 166  | 183  | 226  | 215  | 242  |

## Администрация
| Период | Период | Фамилия        | Партия        | Примечания |
| ------ | ------ | -------------- | ------------- | ---------- |
| 1995   | 2008   | Этьен Рипаэт   | Разные правые |            |
| 2008   | 2013   | Жизель Аккос   |               |            |
| 2013   | 2020   | Корин Жаргуаэн |               |            |

## Экономика
В 2010 году среди 158 человек трудоспособного возраста (15-64 лет) 117 были экономически активными, 41 — неактивными (показатель активности — 74,1 %, в 1999 году было 73,7 %). Из 117 активных жителей работали 106 человек (59 мужчин и 47 женщин), безработных было 11 (3 мужчин и 8 женщин). Среди 41 неактивных 13 человек были учениками или студентами, 15 — пенсионерами, 13 были неактивными по другим причинам.

## Достопримечательности
- Церковь Св. Стефана (XVIII век)[4]

## Фотогалерея

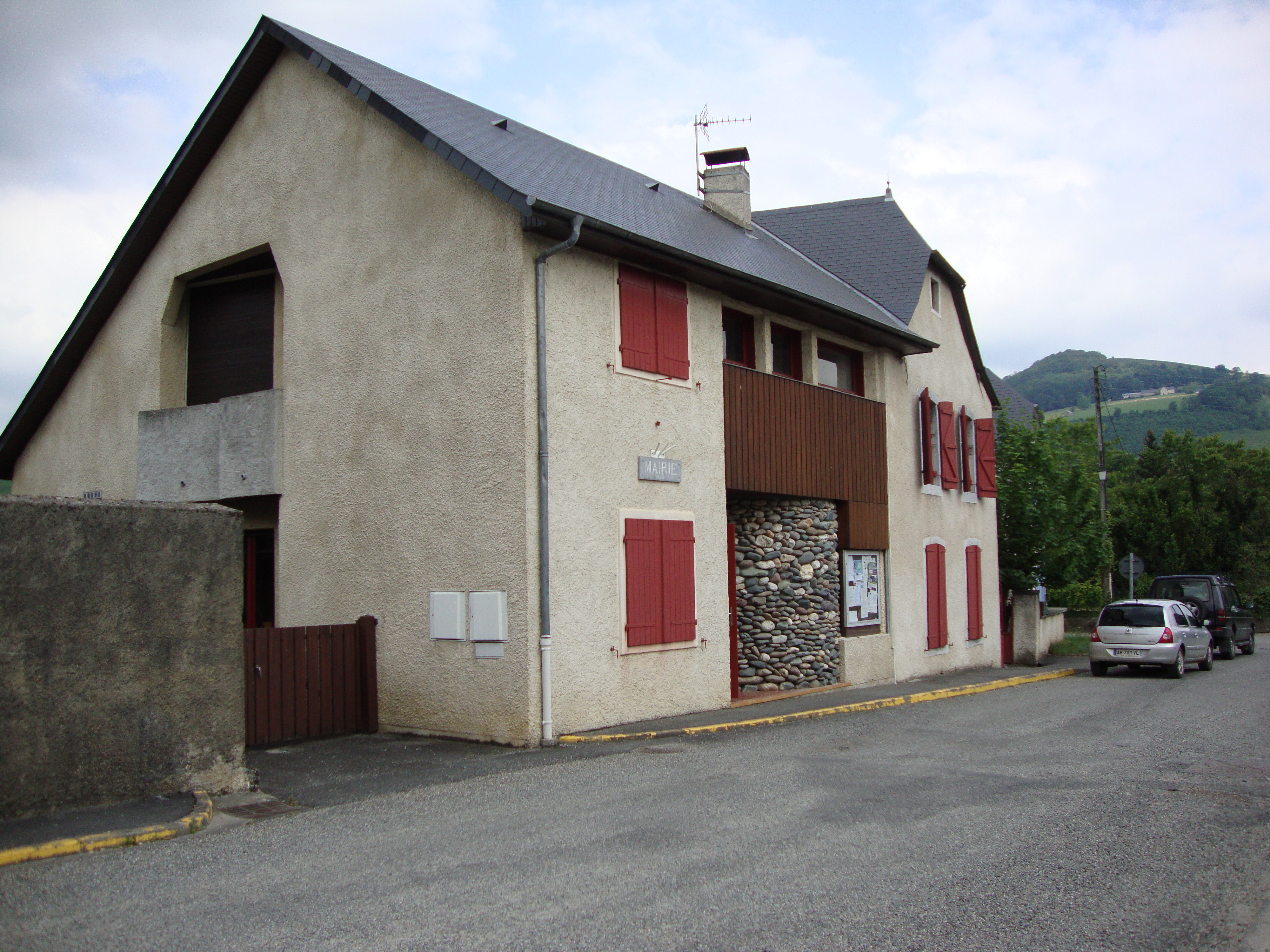
Мэрия
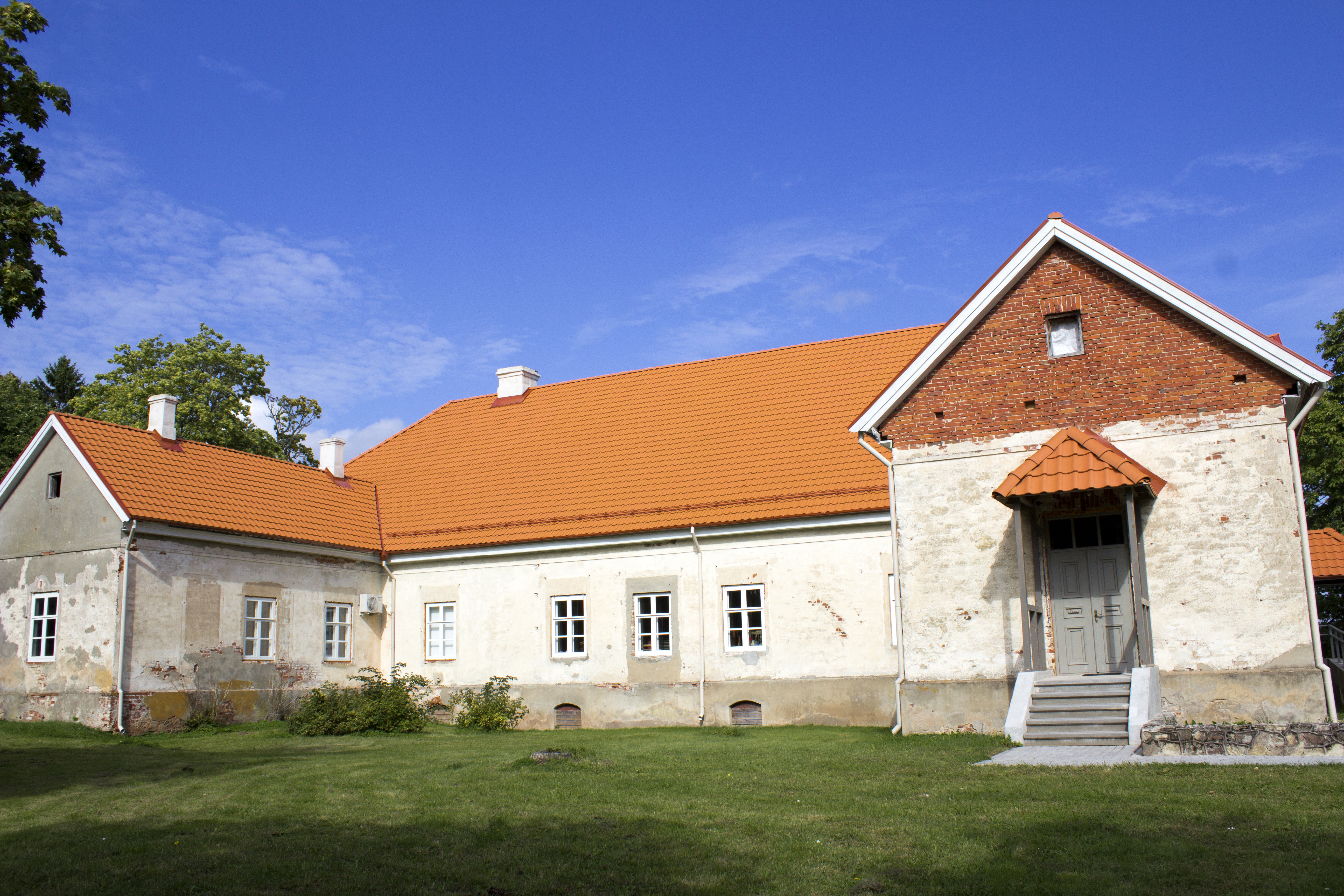
Усадьба
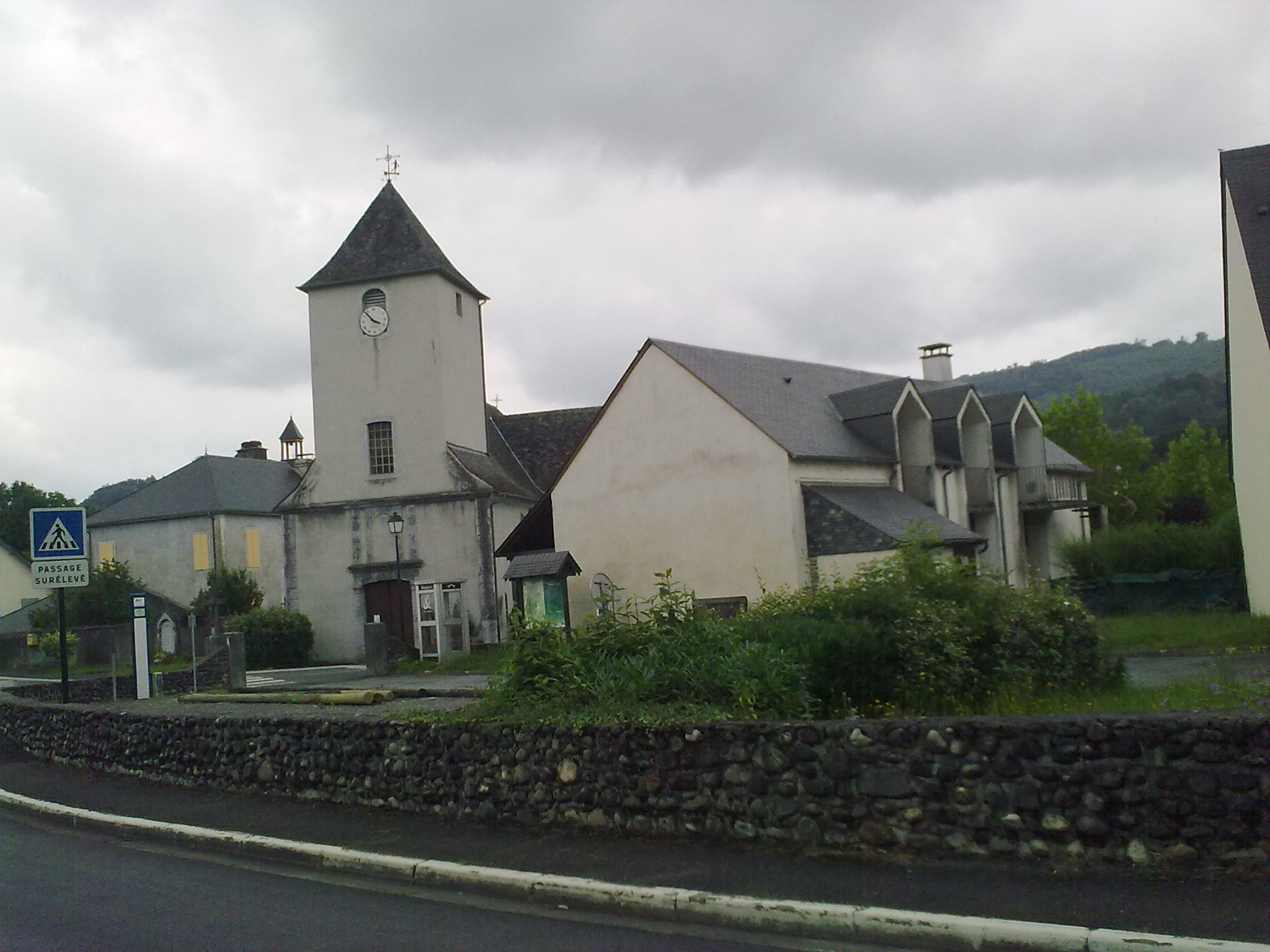
Церковь Св. Стефана